# متحف حائل
متحف حائل، أحد متاحف منطقة حائل، يقع متحف حائل الإقليمي على أرض مساحتها 1500 متر مربع وتم افتتاحه عام 1425 هـ.

## محتويات المتحف
يحتوي على قاعة التاريخ الطبيعي والجيولوجي لمنطقة حائل وتعرض فيها عينات من صخور المنطقة مع التركيز على مواقع التعدين والمناجم والتراث البيئي والنباتي والحيواني بمنطقة حائل، أما قاعة عصور ما قبل الإسلام بمنطقة حائل فتبدأ من العصور الحجرية حتى العصر الجاهلي حيث تم عرض مجموعة من الأدوات الحجرية والقطع الفخارية ولوحات من النقوش والكتابات الصخرية إضافة إلى صور تحكي عن كل فترة من فترات ما قبل الإسلام، فيما تعرض قاعة حائل عبر التاريخ الإسلامي مراحل هجرة الرسول صلى الله عليه وسلم إلى المدينة المنورة وعهد الخلفاء الراشدين والفترات المتتالية إضافة إلى عرض لوحات تتضمن نصوصا وصورا ومخططات تعود إلى هذه الفترة.
وفي قاعة تراث حائل يعرض الجانب التراثي للمنطقة من خلال الصناعات التقليدية بعض الملابس والحلي التراثية وأواني الطهي وأدوات الزراعة، وغيرها من التراث المحلي، وتعرض قاعة حائل في العهد السعودي مسيرة انضمام حائل إلى الحكم السعودي ومشاركة أبناء المنطقة في توحيد أجزاء المملكة والأمراء الذين تعاقبوا على إمارة منطقة حائل، وتروي قاعة التعليم في منطقة حائل بدايات التعليم النظامي وأوائل المدارس في المنطقة إضافة إلى عرض مجموعة من الكتب والأفلام والرسائل القديمة.

## وصلات خارجية
- أهم المتاحف الخاصة بحائل.
- المتحف والمواقع الأثرية في حائل.